# 山崎健太郎
山崎 健太郎（やまざき けんたろう、4月9日 - ）は、日本の男性声優。栃木県出身。81プロデュース所属。

## 略歴
2009年4月1日付で81プロデュースに所属。

## 人物
声優としては、アニメ、映画の吹き替えなどで活躍。
趣味・特技は水泳。

## 出演
太字はメインキャラクター。

### テレビアニメ
2008年
- 今日からマ王! 第3シリーズ（白い鴉の男）
- スケアクロウマン（男性キャスター、工員A）

2009年
- VIPER'S CREED（警察官、大学生、警官、カメラマン、会社員、兵士、通信兵）
- エレメントハンター（2009年 - 2010年、男B、客、技術員、警備兵、記者、街の人、医師）
- 極上!!めちゃモテ委員長（男子、不良）

2010年
- えむえむっ!（唐傘）
- 刀語（海賊C）
- 神のみぞ知るセカイ（生徒）
- メタルファイト ベイブレード シリーズ（2010年 - 2012年、少年B、執事、少年、山男A）- 2シリーズ

2011年
- SKET DANCE（2011年 - 2012年、タカシ、サラリーマン、男子生徒）
- 戦国乙女〜桃色パラドックス〜（男）
- ダンタリアンの書架（聴衆B、警官）
- プリティーリズム・オーロラドリーム（男）
- へうげもの（家臣）

2012年
- イナズマイレブンGO クロノ・ストーン（オペレータ）
- バクマン。3（2012年 - 2013年、男性アシスタント、田辺太）
- ハヤテのごとく! シリーズ（2012年 - 2013年、キャスター、鮮魚店主、ナレーション） - 2シリーズ
- めだかボックス（男子生徒）
- ヨルムンガンド（隊員）

2013年
- 団地ともお（警察官）
- PSYCHO-PASS サイコパス（ヘルメット男）
- THE UNLIMITED 兵部京介（内務省職員）
- ポケットモンスター ベストウイッシュ シーズン2 エピソードN（部隊長A、プラズマ団員）

### OVA
- 姫ギャル♥パラダイス（2011年、怖い人1）
- マジカル☆スター かのん100%（2013年、AD）

### 劇場アニメ
- ドットハック セカイの向こうに（2012年）
- キャプテンハーロック -SPACE PIRATE CAPTAIN HARLOCK-（2013年）

### ゲーム
- メタルファイト ベイブレード 爆誕!サイバーペガシス（2009年、ヴァン）
- メタルファイト ベイブレード ポータブル 超絶転生! バルカンホルセウス（2010年、不良ブレーダーC）
- 幻想水滸伝 紡がれし百年の時（2012年、ラドニーン[4]、ヌーマ、ゲレル）
- 白猫プロジェクト（2017年、アイザック）
- ファイナルファンタジーVII リメイク（2020年）

### 吹き替え

#### 映画
- イップ・マン 序章（コンユウ）
- キングコング:髑髏島の巨神（スリフコ〈トーマス・マン〉[5]）
- ザ・ファーム 法律事務所（ジョーイ）
- ジャッジ・ドレッド（テクノおたく）
- スクリーム4: ネクスト・ジェネレーション（トレヴァー・シェルドン）
- ターザン:REBORN（ワシンブ〈シドニー・ラリースェール〉[6]）
- ドリーム 〜狙え、人生逆転ゴール!〜（ユン・ホンデ〈パク・ソジュン〉[7]）
- バトルシップ
- フォックスキャッチャー（マーク・シュルツ〈チャニング・テイタム〉[8]）
- フレネミーズ
- Mr.タスク（テディ・クラフト〈ハーレイ・ジョエル・オスメント〉）
  - コンビニ・ウォーズ バイトJK VS ミニナチ軍団（エイドリアン・アルカン〈ハーレイ・ジョエル・オスメント〉）
- 誘拐交渉人 裏切りの陰謀
- 夜明けのゾンビ（ウェイン伍長）
- 欲望のバージニア（クリケット）
- レッド・ステイト（ジャレッド）

#### ドラマ
- iCarly
- アンフォゲッタブル 完全記憶捜査
- ザ・パシフィック（周辺の隊員）
- スーパーナチュラル（悪魔）
- 太陽を抱く月
- となりの美男（引っ越し業者 他）
- 根の深い木 〜世宗大王の誓い〜
- PERSON of INTEREST 犯罪予知ユニット
- 光と影
- ビクトリアス
- THE BRIDGE/ブリッジ（アウグスト）
- ミディアム6、7 霊能者アリソン・デュボア
- リゾーリ&アイルルズ2
- LAW & ORDER:性犯罪特捜班

#### アニメ
- 最強武将伝 三国演義（王甫、孟獲兵2、張苞、侍従）
- ティンカー・ベルと妖精の家

### テレビ番組
- NHK連続テレビ小説（副音声解説）
  - なつぞら（2019年前期）
  - スカーレット（2019年後期）
  - エール（2020年前期）[9]
  - おちょやん（2020年後期）
  - おかえりモネ（2021年前期）
  - カムカムエヴリバディ（2021年後期）[10]
  - ちむどんどん（2022年前期）
  - 舞いあがれ!（2022年後期）
  - らんまん（2023年前期）[11]
  - ブギウギ（2023年後期）
  - 虎に翼（2024年前期）
  - おむすび（2024年後期）
  - あんぱん（2025年前期）
- ダイアモンド博士の"ヒトの秘密"（声の出演）
- 日立 世界・ふしぎ発見!（ボイスオーバー）
- はちみつキッチン（ナレーション）

### 舞台
- 81PRODUCE Presents若手リーディング公演　声瞬-SEISHUN-[12]
  - 猿飛佐助（語り）

### オーディオブック
- 幼女戦記（2019年 - 継続中、朗読[13]）
- 完本 妻は、くノ一（2020年、朗読[14]）
- LOVE理論（2020年、朗読[15]）
- はしゃぎながら夢をかなえる世界一簡単な法（2020年、朗読[14]）
- 超習慣術（2020年、朗読[16]）
- スチームヘヴン・フリークス（2020年、朗読[17]）
- アークエネミー・スクールライフ（2020年 - 2021年、朗読[14]）
- ムダに悩まない理想の自分になれる　超客観力（2020年、朗読[13]）
- 先延ばしする人は早死にする! 「あとで」を「すぐやる」に変える心理学（2021年、朗読[13]）
- 人生を思い通りに操る 片づけの心理法則（2021年、朗読[13]）
- 世界のお金持ちが実践するお金の増やし方（2021年、朗読[13]）
- お金に強くなる! ハンディ版 （2021年、朗読）
- 超影響力～歴史を変えたインフルエンサーに学ぶ人の動かし方（2021年、朗読）
- 眠れなくなるほど面白い 図解 社会心理学（2021年、朗読）
- 子どもの幸せは腸が7割 3才までで決まる!最強の腸内環境のつくりかた（2021年、朗読）
- 結婚が前提のラブコメ（2021年、朗読[18]）
- 松丸家の育て方（2021年、朗読）

### シリーズ一覧
1. ↑  第2シーズン『爆』（2010年）、第3シーズン『4D』（2011年 - 2012年）
2. ↑  第2期『ハヤテのごとく！ CAN’T TAKE MY EYES OFF YOU』（2012年）、第3期『ハヤテのごとく！ Cuties』（2013年）